# Gare de Detroit Lakes
La gare de Detroit Lakes est une gare ferroviaire des États-Unis, située sur le territoire de Detroit Lakes dans l'État du Minnesota.

## Histoire
Elle a été construite en 1908.

## Service des voyageurs

### Desserte
Elle est desservie par des liaisons longue-distance Amtrak: 
- l'Empire Builder: Seattlr/Portland - Chicago